# Lagocheirus binumeratus
Lagocheirus binumeratus là một loài bọ cánh cứng trong họ Cerambycidae.